# Cabeceira Grande
Cabeceira Grande – miasto i gmina w Brazylii, w stanie Minas Gerais. Znajduje się w mikroregionie Unaí.